# Maiwand
Maiwand – wioska w Afganistanie znajdująca się w odległości około 75 km na północny zachód od Kandaharu.
Znana głównie z bitwy 27 lipca 1880, w czasie drugiej wojny afgańskiej, w której brytyjska brygada pod dowództwem generała Burrowsa doznała porażki z wojskami afgańskimi, którymi dowodził Ajub Chan. Dla upamiętnienia tego zwycięstwa nazwę Maiwand nadano jednej z głównych alei w Kabulu, a jego rocznica bywała wielokrotnie ustalonym świętem państwowym Afganistanu.